# Пресвитерианская церковь Гайаны
Пресвитерианская церковь Гайаны (The Guyana Presbyterian Church) — это христианская протестантская религиозная организация в Южной Америке.
Церковь является членом Всемирного сообщества реформатских церквей.

## История
Основание церкви было результатом работы Канадской пресвитерианской церкви. В 1880 году канадский миссионер Джон Мортон из Тринидада и Тобаго посетил Британскую Гайану и рекомендовал открыть там миссионерский пост. Канадская пресвитерианская церковь направила миссионера Джона Гибсона на работу в округ Демерара. Первой общиной была «Мемориальная пресвитерианская церковь Бернса», открытая в 1885 году. Она служила индийскому населению в Джорджтауне, Гайана.
После смерти Гибсона Джеймс Баснетт Кроппер взял на себя миссию в 1895 году. Он говорил на хинди работал с индийцами на плантациях. В 1920 году канадская церковь построила школу для девочек.
До 1945 года церковь действовала среди индийцев, которые были одной из самых больших этнических диаспор в стране. Были основаны школы и церкви. Организация была основана в 1945 году как «Канадская пресвитерианская церковь в Британской Гайане». В 1961 году название было изменено на «Пресвитерианскую церковь Гайаны».
В 1966 году открытые церковью школы перешли под контроль государства.

## Параллельная миссионерская группа
Помимо канадских миссионеров в Гайане работали представители Церкви Шотландии. Первый шотландский миссионер прибыл в страну еще в 1816 году. В результате работы шотландских миссионеров появилась вторая пресвитерианская церковь в Гайане под названием «Гайанская пресвитерианская церковь» (Presbyterian Church of Guyana).

## Структура
Церковь официально зарегистрирована в Гайане. Синод и 3 пресвитерии начали работу в 2005 году.

## Доктрина
Церковь придерживается Апостольского Символа веры, Никейского Символа веры и Вестминстерского исповедания веры.

## Статистика
Церковь насчитывает 2500 членов в 44 общинах и 44 домашних товариществах.

## Межцерковные связи
Церковь является членом Всемирного сообщества реформатских церквей.

## Внешние ссылки
- Официальный сайт